# Silvah Bullet
Silvah Bullet (Richard David Brown 12 september 1972) is een Brits rapper uit Londen, die in 1989 op zeventienjarige leeftijd doorbrak met een hardcore rap geluid. Na een veelbelovende start kwam zijn carrière daarna nooit echt tot bloei. Wel was hij te horen op enkele dance-singles van andere artiesten.

## Biografie
Brown raakt als tiener betrokken bij de hiphopscene. Als hij zestien is maakt hij deel uit van de rapcrew Triple Element, die in 1988 zijn enige single What's Dat Sound uitbrengt. In 1989 brengt hij een eigen single uit, hij noemt zich dan nog Silver Bullet. Bring Forth the Guillotine weet het te brengen tot de onderste regionen van de Britse hitlijsten. Een remix van het nummer voor de clubs wordt gemaakt door Norman Cook. Een echte hit heeft hij enkele maanden later met 20 Seconds to Comply, dat tot nummer 11 komt. Dit nummer bevat een sample van de film RoboCop. Hij komt ook in het voorprogramma van Public Enemy terecht. Daarmee staat hij in april van 1990 in de Rijnhal. Het succes levert hem een deal op bij Parlophone om een album te maken. Het komt maar moeilijk tot stand omdat de platenmaatschappij hem probeert te kneden tot hitparade-artiest. Die druk weerstaat hij en Bring Down The Walls No Limit Squad Returns (1991) werkt het harde geluid van zijn vroege singles verder uit. Ook de single Undercover Anarchist komt in de Britse hitlijsten. Het label is echter niet tevreden over de resultaten en verbreekt de samenwerking . Daarna verschijnt er echter lange tijd geen nieuw materiaal. 
In de late jaren negentig wijzigt hij zijn naam naar Silvah Bullet. In 1996 rapt hij voor de Britse elektronicagroep Outcast twee nummers op hun album Out Of Tune (1996). In 1997 brengt hij op Arthrob Records weer nieuw eigen werk uit met de Control Tower EP. Een nieuwe vruchtbare periode volgt in 1998. Hij is dan te gast op singles van Jonny L, Monkey Mafia en DJ Cam. Ook verschijnen er weer enkele nieuwe singles. Jewelz And Diamondz en Chemissinyadiss hebben meer een UK Garage-geluid en zijn geproduceerd door de Dirty Beatniks. Een tweede album is in de maak. Door een faillissement van Arthrob Records zal dit album echter nooit verschijnen. Hierna stagneert zijn carrière weer. Hij is nog te horen op het album Bazukadrop van Ben Chapman en in 2004 maakt hij nog de single Se7en. Daarna verdwijnt hij uit beeld.

## Discografie

### Albums
- Bring Down The Walls No Limit Squad Returns (1991) (als Silver Bullet)

- Gemeinsame Normdatei: 1198723173
- International Standard Name Identifier: 0000 0000 0086 837X
- Library of Congress Control Number: no2013095532
- MusicBrainz: 8b834ca7-fe43-45d6-a50d-b01129c76df3
- Virtual International Authority File: 305210361
- WorldCat: E39PBJwX6WRd4Gd4wFYpWmBVmd